# Trichocentrum estrellense
Trichocentrum estrellense là một loài thực vật có hoa trong họ Lan. Loài này được Pupulin & J.B.García miêu tả khoa học đầu tiên năm 1995.